# Mutálás
A mutálás a kamaszkorban bekövetkező hangváltozás, mely látványosan a fiúgyermekeket érinti, bár a lányoknál is végbemegy. A mutálás során a hang mélyülni kezd, de a folyamat közben a hang időnként „megtörhet”, át-átcsaphat magasabb vagy mélyebb hangba. 
A középkorban az egyházi kórusokban nők nem énekelhettek, ezért a fiúénekeseket még a mutálás előtt kasztrálták, hogy megmaradjon a magas hangjuk.

## Okai
A mutálás szoros összefüggésben van a kamaszkori hirtelen növekedéssel és azt elősegítő tesztoszteronnal. A fiú- és lánycsecsemők hangszalagjainak hossza születéskor közel azonos, körülbelül 2 mm. Ahogy a gyerek növekszik, a hangszalagok és a gégeváz is nő. A lányok esetében 0,4 mm-t nőnek a hangszalagok évente, a fiúknál 0,7 mm-t. A kamaszkorban bekövetkező hirtelen növekedésnél a hangszalagok és a gégeváz is jelentősen megnőnek, a fiúk ádámcsutkája prominenssé válik, a hangszalagok nem csak megnőnek, de meg is vastagodnak. Minél hosszabb a hangszalag, annál mélyebb a hang. Változik a hang tónusa, színe is. Fiúk esetében a hang akár egy oktávval is mélyülhet, míg a lányoknál ez csupán egy terc. A mutálási idő változó, általában 11 és 16 éves kor között zajlik le és fél-egy évig tart.

## Felmerülő problémák
Előfordulhat, hogy a mutálás hosszabb ideig tart vagy 18 éves korig nem is következik be, aminek jeleként a fiatal férfi magas gyerekhangon beszél. Az ilyen mutálási zavar hátterében általában nem szervi okok állnak, hanem hangképzési technikai okok, amik logopédus segítségével kezelhetőek. 
Énekesek esetében a mutálás korszaka fontos időszak, a túlterhelés ugyanis maradandó hatással lehet a hangszálakra.